# Paul Goddard
Paul Goddard (Harlington, 12 ottobre 1959) è un ex calciatore britannico, di ruolo attaccante.

## Carriera

### Club
Tra il 1977 ed il 1979 segna 7 gol in 30 presenze nella prima divisione inglese col QPR, con cui nella stagione 1979-1980 mette poi a segno 16 reti in 40 presenze in seconda serie; passa poi al West Ham Utd, con cui nella stagione 1980-1981 oltre a raggiungere i quarti di finale di Coppa delle Coppe segna 17 gol in 37 partite e conquista la promozione in massima serie, nella quale nell'arco delle sei stagioni successive realizza in totale 40 reti in 143 presenze; durante la stagione 1986-1987 passa al Newcastle, con cui poi trascorre anche l'intera stagione 1987-1988, per complessive 69 presenze e 15 reti in massima serie con i bianconeri. Milita poi sempre in prima divisione nel Derby County e nel Millwall, con cui segna un gol in 14 presenze in questa categoria e gioca poi ulteriori 6 partite senza mai segnare in seconda divisione. Chiude la carriera giocando tre stagioni consecutive (dal 1991 al 1994) con la maglia dell'Ipswich Town, con cui prima vince un campionato di seconda divisione (in cui segna 4 gol in 24 presenze) e poi gioca un biennio in prima divisione, durante il quale segna in totale 3 reti in 29 presenze.
In carriera ha giocato complessivamente 335 partite nella prima divisione inglese, nell'arco delle quali ha segnato in totale 88 gol.

### Nazionale
Ha segnato 5 reti in 8 presenze con la maglia della nazionale inglese Under-21, con la quale nel 1982 ha vinto i campionati Europei di categoria; il 2 giugno 1982 ha giocato la sua unica partita con la Nazionale maggiore, subentrando dalla panchina nell'amichevole pareggiata per 1-1 sul campo dell'Islanda, nella quale ha anche segnato l'unica rete della sua Nazionale.

## Palmarès

### Club

#### Competizioni nazionali
- Campionato inglese di seconda divisione: 2

West Ham: 1980-1981
Ipswich Town: 1991-1992